# アーロン・チカノーバー
アーロン・チカノーバー（英語: Aaron Ciechanover、ヘブライ語: אַהֲרֹן צ'חנובר‎‎、Aharon Tz'eḥanobher アハロン・チェハノヴェル、1947年10月1日 – ）は、イスラエルの生化学者。テクニオン・イスラエル工科大学医学部教授、ラパポート医学研究所教授。国籍はイスラエル。
姓はポーランドのチェハヌフ（Ciechanów）出身であることを示している。
2004年、テクニオン・イスラエル工科大学のアブラム・ハーシュコ名誉教授、カリフォルニア大学アーバイン校のアーウィン・ローズ教授と共に、「ユビキチンが仲介するタンパク質分解の発見」に対してノーベル化学賞を受賞。

## 主な業績など
タンパク質は全ての生物の構成要素である。生化学ではここ20・30年間タンパク質の生成過程にも関心がもたれており、タンパク質分解に注目する研究者はマイナーだった。研究者らはユビキチンを介したタンパク質分解を発見し、特定のタンパク質のみが分解され、他は分解されないことへの分子レベルの理解を可能にした。

## 主な受賞歴
- 2000年 - アルバート・ラスカー基礎医学研究賞
- 2003年 - イスラエル賞
- 2004年 - ノーベル化学賞
- 2009年 - センテナリー賞